# Ледіан Мемушай
Ледіан Мемушай (алб. Ledian Memushaj, нар. 7 грудня 1986, Вльора) — албанський футболіст, півзахисник італійського клубу «Пескара» і національної збірної Албанії.

## Клубна кар'єра
Народився 7 грудня 1986 року в місті Вльора. Вихованець футбольної школи італійського клубу «Сарцанезе». У дорослому футболі дебютував 2003 року виступами за головну команду цього клубу, що змагалася у  регіональній лізі, а за три роки підвищилася у класі до четвертого за силою італійського дивізіону, Серії D. Сезон 2008/09 провів в іншій команді того ж дивізіону «Валле д'Аоста».
Протягом 2009—2010 років захищав кольори команди клубу «Паганезе». Грою за цю третьолігову команду привернув до себе увагу керівництва «К'єво», з яким уклав контракт на правах вільного агента. Проте дебютувати в елітній Серії A албанцю не судилося — провівши за півроку лише три кубкові гри, він був відданий в оренду до «Портогруаро» з другого за силою дивізіону, а ще за півроку повернувся до третього дивізіону, ставши гравцем «Карпі». Згодом провів по одному сезону за «Лечче» і той же «Карпі».
До складу одного з лідерів італійської Серії B «Пескари» приєднався 2014 року. Відтоді встиг відіграти за пескарський клуб 52 матчі в національному чемпіонаті.

## Виступи за збірну
2010 року дебютував в офіційних матчах у складі національної збірної Албанії. Протягом наступних трьох років гравець, що саме один за одним змінював італійські нижчолігові команди, стабільно проводив по одному матчу за збірну на рік. З другої половини 2014 року, ставши стабільно виходити на поле у складі значно амбітнішої «Пескари», почав частіше залучатися до лав головної команди країни.
| Дата       | Місто    | Господарі | Результат | Гості              | Турнір            | Голи | Примітки |
| ---------- | -------- | --------- | --------- | ------------------ | ----------------- | ---- | -------- |
| 17-11-2010 | Корча    | Албанія   | 0 – 0     | Північна Македонія | товариський матч  | -    | 63'      |
| 09-02-2011 | Тирана   | Албанія   | 1 – 2     | Словенія           | товариський матч  | -    | 81'      |
| 15-08-2012 | Тирана   | Албанія   | 0 – 0     | Молдова            | товариський матч  | -    | 46'      |
| 15-11-2013 | Анталья  | Албанія   | 0 – 0     | Білорусь           | товариський матч  | -    | 71'      |
| 05-03-2014 | Дуррес   | Албанія   | 2 – 0     | Мальта             | товариський матч  | -    | 78'      |
| 14-11-2014 | Ренн     | Франція   | 1 – 1     | Албанія            | товариський матч  | -    |          |
| 18-11-2014 | Генуя    | Італія    | 1 – 0     | Албанія            | товариський матч  | -    |          |
| 29-03-2015 | Ельбасан | Албанія   | 2 – 1     | Вірменія           | Відбір до ЧЄ 2016 | -    | 46'      |
| 13-06-2015 | Ельбасан | Албанія   | 1 – 0     | Франція            | товариський матч  | -    | 18'      |
| 08-10-2015 | Ельбасан | Албанія   | 0 – 2     | Сербія             | Відбір до ЧЄ 2016 | -    |          |
| 11-10-2015 | Єреван   | Вірменія  | 0 – 3     | Албанія            | Відбір до ЧЄ 2016 | -    | 73'      |
| 13-11-2015 | Приштина | Косово    | 2 – 2     | Албанія            | товариський матч  | -    | 81'      |
| Усього     |          | Матчів    | 12        |                    | Голів             | 0    |          |